# 普萊森特里奇鎮區 (密蘇里州巴里縣)
普萊森特里奇鎮區（英語：Pleasant Ridge Township）是位於美國密蘇里州巴里縣的一個行政鎮區。

## 地方資料
普萊森特里奇鎮區的面積為50.08平方千米，皆為陸地。根據2020年美國人口普查的數據，當地共有人口262人，而人口密度為每平方千米5.23人。